# Coffea heimii
Coffea heimii är en måreväxtart som beskrevs av J.-f.Leroy. Coffea heimii ingår i släktet Coffea och familjen måreväxter. Inga underarter finns listade i Catalogue of Life.